# Maciej Negrey
Maciej Negrey (ur. 11 stycznia 1953 w Krakowie) – polski kompozytor i muzykolog.

## Życiorys
W 1976 ukończył studia muzykologiczne na Uniwersytecie Jagiellońskim, kształcił się także w Amsterdamie w zakresie muzyki komputerowej. W latach 1976–1983 był redaktorem w Polskim Wydawnictwie Muzycznym. Brał udział w tworzeniu Encyklopedii muzycznej PWM (od 1979 jako autor, a od 1995 r. jako redaktor naukowy działu "Kompozytorzy XIX wieku"), był także redaktorem naukowym działu muzycznego Encyklopedii Krakowa PWN (1996–2000). Od 1979 do chwili obecnej jest związany z Akademią Muzyczną w Krakowie, gdzie prowadzi zajęcia z literatury muzycznej oraz historii muzyki, a także autorskie seminarium muzyki polskiej XIX wieku. W latach 1996–1999 prodziekan Wydziału Kompozycji, Dyrygentury i Teorii Muzyki.
Jego utwory wykonywane były m.in. w Holandii, Szwajcarii, na Ukrainie, Słowacji, w Czechach, Lwowie, Warszawie. Od 1985 jest członkiem Związku Kompozytorów Polskich.
Od wielu lat zajmuje się odkrywaniem zaginionych bądź zapomnianych dzieł polskich kompozytorów z czasów rozbiorów. W ten sposób doprowadził do wykonań i nagrań utworów m.in. Ignacego Feliksa Dobrzyńskiego, Józefa Nowakowskiego, Zygmunta Noskowskiego, Franciszka Lessla i Wojciecha Sowińskiego, którego Symfonię wydał w roku 2010 wspólnie z Emilem Wojtackim i Martą Dramowicz.
Jest autorem kilkudziesięciu publikacji naukowych (artykułów) dotyczących m.in. twórczości Beethovena, Schuberta, Chopina, Mendelssohna, Schumanna i Dvořáka oraz kompozytorów polskich XIX i XX wieku, w tym Witolda Lutosławskiego i Krzysztofa Pendereckiego. Jest również autorem ok. 150 artykułów i haseł do Encyklopedii Muzycznej PWM oraz szeregu obszernych esejów w księgach programowych festiwali muzycznych.